# Восход (Ялта)
Восхо́д (укр. Восход, крымскотат. Cemiyet, Джемиет) — посёлок городского типа / посёлок на южном берегу Крымского полуострова. Входит в городской округ Ялта Республики Крым / Ялтинский горсовет Автономной Республики Крым, в составе Массандровского поссовета.

## Население
| 1979 | 1989 | 2001 | 2009 | 2010 | 2011 |
| ---- | ---- | ---- | ---- | ---- | ---- |
| 845  | ↘627 | ↘480 | ↘442 | ↗448 | →448 |
| 2012 | 2013 | 2014 | 2016 |      |      |
| ↗451 | ↗452 | ↗466 | ↗481 |      |      |

В посёлке расположены: санаторий «Сосняк» с парком 17 гектаров, пансионат «Санкт-Петербург», эфиромасличный завод (не работающий), детский сад; памятник жителям города Ялты расстрелянным немецко-фашистскими захватчиками в 1943 году, бывшая усадьба Устинова «Васили-Сарай».

## География
Восход расположен в 7 км на северо-восток от Ялты, между Массандрой и Никитой, высота центра села над уровнем моря 229 м. Через посёлок по шоссе 35А-002 Симферополь — Ялта (по украинской классификации — М-18) проходит троллейбусная трасса с троллейбусным сообщением Симферополь — Ялта и Алушта — Ялта.
Климат — субтропический средиземноморский.

## История
Имение, получившее название Васили-Сарай, было пожаловано князю Василию Сергеевичу Голицыну, в 1830—1840-е годы. По имеющимся данным, в конце 1860-х годов имение перешло молдавскому дворянину Абаза, хотя, возможно это произошло раньше, после смерти владельца в 1856 году. В «Списке населённых мест Таврической губернии по сведениям 1864 года», составленному по результатам VIII ревизии 1864 года, записана владельческая дача Василь-Сарай с 3 дворами и 7 жителями при колодце. Абаза построил в имении усадебный дом, описанный М. Сосногоровой в «Путеводителе по Крыму» издания 1871 года: «с бельведером и многими флюгерами на цветной крыше здания». В конце XIX века усадьбу купил Михаил Михайлович Устинов, построивший, в 1912−1914 годах, предположительно по проекту архитектора Н. П. Краснова, современное здание виллы. По Статистическому справочнику Таврической губернии. Ч.II-я. Статистический очерк, выпуск восьмой Ялтинский уезд, 1915 год, в имении М. М. Устинова «Василь-Сарай» Дерекойской волости Ялтинского уезда, числился 1 двор без населения (как и на хутре Джемит).
После установления в Крыму Советской власти усадьба перешла к Уземотделу, а в 1925 году в ней устроили Дом отдыха «Василь-Сарай» ЦК работников народного питания. До 1980-х годов здесь функционировал санаторий «Южнобережный», переведенный позднее в Алупку. Согласно Списку населённых пунктов Крымской АССР по Всесоюзной переписи 17 декабря 1926 года, в составе Никитского сельсовета Ялтинского района, числился хутор Джемит, с 3 дворами, население составляло 13 человек, из них 9 русских и 4 крымских татарина.
Время возникновения посёлка Восход при санатории пока точно не установлено, известно, что на 1960 год он уже существовал в составе Никитского сельсовета, на 1 января 1968 года — уже в составе Массандровского поссовета. В 1971 году, после присоединения посёлков Ароматное, Дорожное и Сосняк, Восходу присвоен статус пгт. С 12 февраля 1991 года селение в составе восстановленной Крымской АССР, 26 февраля 1992 года переименованной в Республику Крым.